# Hallgatói Hálózat
A Hallgatói Hálózat (HaHa) 2011-ben alakult magyar diákszervezet. A csoport eredetileg a Budapesti Corvinus Egyetem tervezett átalakítása ellen tiltakozott, később országos szinten kezdett el foglalkozni a felsőoktatást érintő problémákkal. Szerepük volt a 2012-13-as diáktüntetések megszervezésében és a „Hallgatók 6 pontjának” terjesztésében.

## Alakulása
2006-ban már alakult egy Hallgatói Hálózat nevű csoport, de ez csak a később ismertté vált szervezet előfutárának tekinthető, a kettő között nincs valódi folytonosság. A szervezet az ELTE BTK-n hallgatói fórumot szervezett (amit az egyetem vezetése nem engedélyezett), majd a tandíj tervezett bevezetése ellen tüntetett. A jelenleg is működő szervezetet 2011 májusában alakult meg, tagjai kezdetben a Budapesti Corvinus Egyetem tervezett átalakítása (kiszivárgott hírek szerint szóba került az egységes egyetem megszüntetése, egyes karok átadása más intézményeknek) és az akkor elfogadásra kerülő felsőoktatási törvény ellen tiltakoztak.
Az év folyamán a megalakultak a HaHa helyi „sejtjei” az ELTE Bölcsészkarán, a Pécsi Tudományegyetemen és az ELTE lágymányosi campusán.

## Céljai
A HaHa kiáltványa szerint a szervezet tagjai, ”diákok és oktatók a legkülönbözőbb egyetemekről és főiskolákról” azért fogtak össze, „hogy tiltakozzanak a kormány antidemokratikus, szakmai és hallgatói szervezetek véleményét figyelmen kívül hagyó, kizárólag a fiskális szempontokra épülő politikája ellen. Céljuk a valódi részvétel megteremtése, mert a minket érintő kérdésekben nem dönthetnek a fejünk fölött.” A HaHa fontosnak tartja, hogy a kormányok kiemelten foglalkozzanak az oktatással, és az oktatáspolitikát az érintettek minél szélesebb körű bevonásával alkossák meg.

## A hallgatók hat pontja
2012 óta az egyik legfontosabb követelésük az úgynevezett 6 pont teljesítése. A pontokat 2012 decemberében szavazták meg az ELTE lágymányosi campusán tartott fórum résztvevői:
1. Követeljük a köz- és felsőoktatás átfogó reformját!
2. A keretszámokat állítsák vissza legalább a 2011-es szintre!
3. Állítsák le a forráskivonást, kompenzálják az elvonásokat!
4. Töröljék el a hallgatói szerződést!
5. Ne korlátozzák az egyetemi autonómiát!
6. Az átfogó reformnak biztosítania kell, hogy a hátrányos helyzetű családokból is legyen esély bejutni a felsőoktatásba.

## Demonstrációk
Első utcai demonstrációjukat júniusban tartották a Fővám téren “Éjszaka a felsőoktatásért” címmel, majd a Kossuth Klubban tartottak vitafórumot. A HaHa aktivistái felszólaltak a Milla és a szakszervezetek gyűlésein, novemberben pedig megfogalmazták a szervezet céljait „Az egyetem a miénk!” című kiáltványukban.
2012. január-februárban több demonstrációt is szerveztek az egyetemi források megvonása, a hallgatói szerződés és az alacsonyabb keretszámok ellen. Januárban az Educatio Kiállításon aktivisták egy csoportja (köztük a HaHa tagjai, tanárok és több gimnazista) Princzinger Péter az Oktatási Hivatal elnökének beszéde előtt „emberi mikrofon” módszerrel kórusban felolvastak egy a keretszám-csökkentések és más oktatáspolitikai lépések ellen tiltakozó szöveget.
Februárban a „Vissza a jövőnket!” című tüntetés után az ELTE BTK-n és az ELTE ÁJK-n tartottak hallgatói fórumot. Schmitt Pál plágiumbotránya idején aktivisták ülősztrájkkal tiltakoztak a SOTE Rektori Hivatala előtt, követelve, hogy vonják vissza a köztársasági elnök doktori címét.

## 2012-13-as diáktüntetések

### Budapest
A HaHa néhány hónapos inaktivitás után 2012 végén újra aktívabbá vált, miután az oktatási tárca elvonásokat és még alacsonyabb keretszámokat jelentett be. December 10-én (a korábbi hasonló alkalmakkal szemben az egyetemvezetés engedélyével) hallgatói fórumot tartottak az ELTE lágymányosi campusának aulájában, amelyen több száz (mások szerint ezres nagyságrendű) hallgató vett részt. A gyűlésen hat pontba foglalták a hallgatók követeléseit (ld. lejjebb), majd a fórum résztvevői megszavazták, hogy foglalják el a Petőfi hidat. A hídlezárás után a tömeg a Parlamenthez vonult.
A tüntetések idején a HaHa együttműködött olyan érdekképviseleti szervekkel, mint az Felsőoktatási Dolgozók Szakszervezete, az Oktatói Hálózat és a Hallgatói Önkormányzatok Országos Konferenciája (HÖOK). Velük közösen megalakították az Országos Felsőoktatási Egyeztető Fórumot nevű (OFEF), amelynek a kormányzattal való tárgyalások elősegítését szolgálta.
December 12-én a HÖOK-kal közösen szerveztek fórumot a BME aulájában, ahonnan a többezres tömeg az Oktatási Hivatal és a Kossuth térre vonult. Utóbbi helyszínen a szervezők intése ellenére egy több száz fős csoport bement az elzárt parlamenti parkoló területére és fáklyákkal az országház lépcsőjéig ment, ahol gumibotos rendőrök sorfala állt eléjük, végül a tömeg békésen feloszlott. A tüntetésen jelen volt a gimnazistákat tömörítő Diákellenállás a Felsőoktatásért nevű szervezet pár tagja. Nem sokkal később megalakult a HaHa-hoz hasonló felépítésű Középiskolai Hálózat. December 18-án egy tüntetést követően a résztvevők a Színház és Filmművészeti Egyetem színháztermében gyűltek össze, ahol országos sztrájkra hívták fel az egyetemi és középiskolai diákokat. Másnap az ország több oktatási intézményéből is kivonultak a diákok, hogy az iskola előtt demonstráljanak, követelve a 6 pont végrehajtását.
2013. február 11-én a budapesti Deák téren tartott demonstrációt a HaHa és a KIHA, ahonnan a tömeg az ELTE BTK elé vonult és „elfoglalta” az egyetem főépületeit. Ezután jelképesen a közelben lévő egyetemeket is elfoglalták, de a BTK maradt a tiltakozók „bázisa”. A következő hetekben egy csoport elfoglalva tartotta az egyik nagyelőadót, többen bent éjszakáztak, délutánonként fórumokat tartottak, itt szervezték meg a további tiltakozó akciókat (flashmobok, demonstrációk stb.). Az „Első Magyar Egyetemfoglalás” 45 nap után ért véget, miután a résztvevőknek sikerült megegyezniük az egyetemvezetéssel. A megállapodás értelmében a diákok szabadon tarthatnak fórumot a korábban elfoglalt teremben, és az egyetem kijelentette, „támogatni fogja a hallgatók önszerveződését”.
A kezdeti tüntetések után a kormány több tekintetben is változtatott a korábban tervezett oktatáspolitikai reformokon. Eltörölték a keretszámrendszert és az eredetileg tervezett 10 500 helyett közel 55 000 állami férőhelyet biztosítottak a felsőoktatási intézményeken. Februárban különválasztották az oktatási tárcát egy közoktatási és felsőoktatási államtitkárságra. A korábban sokat támadott Hoffmann Rózsa államtitkár maradt a közoktatási tárca vezetője, felsőoktatási államtitkárnak Klinghammer Istvánt nevezték ki.

### Pécs
A pécsi sejt Hallgatói Hálózat Pécs néven 2011-ben alakult, első fórumát 2012. február 21-én tartotta. A csoport 2012 decemberétől közös tüntetéseket szervezett pécsi egyetemi oktatókkal, pedagógusokkal, és a Középiskolai Hálózat pécsi sejtjével. Önmeghatározásuk 2012. december 18-án született, ebben hangsúlyozzák, hogy ők "a város középiskolásainak, hallgatóinak és oktatóinak autonóm, alulról szerveződő közössége, a Hallgatói Hálózat önálló része". Ekkor fogalmazták meg a középiskolásokkal közösen 13 pontjukat, melyet Orbán Viktor facebook lapján tettek közzé, és ami így rövidesen a miniszterelnök lapjának addigi legnépszerűbb bejegyzése lett.
2013. február 11-én és 12-én tartották meg a Szabadegyetem Pécs című konferenciát, melyet a Pécsi magasház oldalára feszített molinókkal hirdettek. A kétnapos konferencián előadott többek között Radó Péter, Takáts József, Tamás Gáspár Miklós, Vári György és Weiss János. A program első napját többszáz fős tüntetés, a másodikat egy végül három napig tartó egyetemfoglalás zárta. A sejt ezt követően 2013 első felében is tartott fórumokat, flashmobokat és tüntetéseket, és az év végére vált inaktívvá.
A csoport szemléletének alakításában nagy szerepet játszott a pécsi filozófus, Bagi Zsolt, aki nemcsak jelen volt a legtöbb helyi eseményen, de blogot is vezetett azok kapcsán A tömeg erejével címmel. A sejt tagjai a pécsi HaHa honlapján is publikáltak írásokat, miközben rendkívüli mennyiségű online tartalmat hoztak létre. Működésük alatt a Loomio felületén tartották a kapcsolatot az országos mozgalommal.

## Szervezeti felépítése
A Hallgatói Hálózat több, az ország különböző egyetemein működő autonóm “sejtből” áll. A HaHa blogja szerint jelenleg 15 felsőoktatási intézményben vannak jelen. A csoport a részvételi demokrácia (bázisdemokrácia) módszereivel működik, nem neveznek ki állandó tisztségviselőket (egy-egy konkrét feladat elvégzésére munkacsoportokat, bizottságokat jelölnek ki), vezetőket, a legtöbb kérdésről többségi szavazással döntenek. Egy-egy sejt tagjai autonóm módon szavazhatnak az őket érintő kérdésekről, míg a legfontosabb kérdésekben a Loomio nevű belsős online fórumon folytatott szavazás dönt.

## Külső hivatkozások
- https://www.facebook.com/hallgatoi.halozat
- http://hallgatoihalozat.blog.hu/
- https://pecswork-haha.blog.hu/
- https://www.facebook.com/Hallgat%C3%B3i-H%C3%A1l%C3%B3zat-P%C3%A9cs-337730912910193
- http://eduline.hu/felsooktatas/2011/10/24/Kie_az_egyetem_D278H9